# Notophthiracarus mekistos
Notophthiracarus mekistos är en kvalsterart som beskrevs av Wojciech Niedbała 2006. Notophthiracarus mekistos ingår i släktet Notophthiracarus och familjen Phthiracaridae. Inga underarter finns listade i Catalogue of Life.